# Jordan von Blankenburg
Jordan von Blankenburg (* vor 1161; † unsicher: 1196) war Ministerialer am Braunschweiger Hof Heinrichs des Löwen.
In der Funktion eines Truchsessen begleitete er als einer von wenigen Getreuen den Welfenherzog ins Exil am Hofe dessen Schwiegervaters, König Heinrich II. von England, als Heinrich der Löwe von Kaiser Friedrich Barbarossa 1182 verbannt wurde. 1190 beteiligte sich Jordan am Kampf gegen Adolf I. von Dassel, wurde gefangen genommen und musste 500 Mark Silber als Ranzion für seine Freilassung zahlen.
Aufgrund der Treue des Truchsessen zu seinem Dienstherrn wird die Stadt Blankenburg noch heute „die Welfentreue“ genannt. Entsprechend findet sich hier auch eine Kopie des Braunschweiger Löwen.
Jordan von Blankenburg gilt als Mäzen des deutschen Dichters Eilhart von Oberg.